# Языки Нидерландов

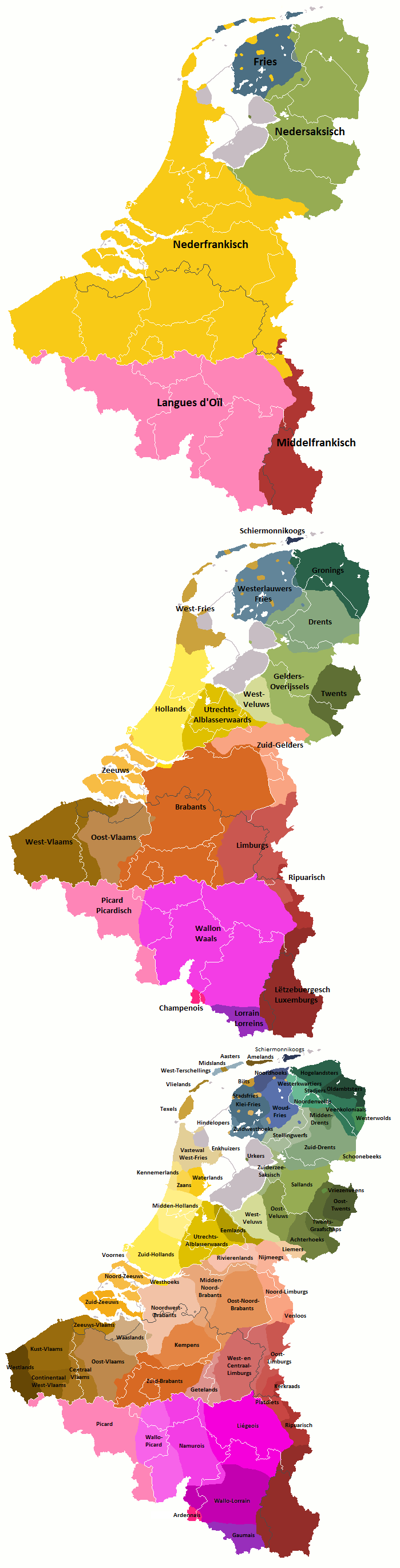
Региональные языки и диалекты в Нидерландах, Бельгии и Люксембурге.

Нидерланды в языковом отношении довольно однородная страна: большинство её населения говорит на нидерландском (голландском) языке, который, как и остальные исконные языки, относится к германским языкам. Однако как внутри нидерландского, так и внутри других германских языков этой страны наблюдается значительная диалектная дробность, так что люди, приезжающие из деревень в город, могут в течение долгого времени испытывать трудности при понимании местного диалекта.
Хотя единственным официальным языком Нидерландов является нидерландский язык, в последнее время другие местные языки получили статус региональных.

## Исконные языки Нидерландов
- Нидерландский язык — государственный язык Нидерландов, родной язык 96 % населения[1]; распространён также в Бельгии (один из двух основных языков), Суринаме и некоторых других странах. Относится к нижнефранкскому кластеру западногерманских языков.
- Западнофризский язык — один из трёх фризских языков, ко-официальный язык провинции Фрисландия. На нём говорят около 453 тыс. человек.[2]
- Несколько нижнесаксонских диалектов нижненемецкого языка, на которых говорят в северо-восточных провинциях страны и которые признаны Нидерландами в качестве региональных языков в соответствии с Европейской хартией региональных языков или языков меньшинств. Относятся к нескольким диалектным группам (наречиям) нижнесаксонского кластера западногерманских языков, широко распространённого на севере Германии. Используются около 1798 тыс. носителей[3].
- Лимбургское наречие — особое наречие нижнефранкского кластера, которое также получило статус регионального языка. На нём говорят около 825 тыс. человек на юго-востоке страны[4], также он распространён на соседних территориях Бельгии и Германии.

Глухонемые жители Нидерландов пользуются собственным нидерландским языком жестов (Nederlandse Gebarentaal / NGT), число носителей которого оценивается в 17,5 тыс. человек.

## Изучение иностранных языков
Центральное географическое положение Нидерландов в Европе создаёт прекрасную возможность для изучения европейских языков. Более 60 тысяч граждан Франции, проживающих на северо-востоке своей страны, считают нидерландский родным языком. Также на нем свободно общаются сотни тысяч немцев, обитающих в нижнем течении Рейна. Мало того, национальный язык Нидерландов является, по совместительству, одним из официальных наречий Королевства Бельгия. Европейские школьники, обязанные учить кроме родного ещё и какой-либо язык страны ЕС, часто выбирают нидерландский. Его преподают в двухстах пятидесяти университетах мира. И при этом всем правительство и жители Нидерландов прилагают большие усилия по популяризации своего языка. И даже поставили ему в 1893 году памятник.

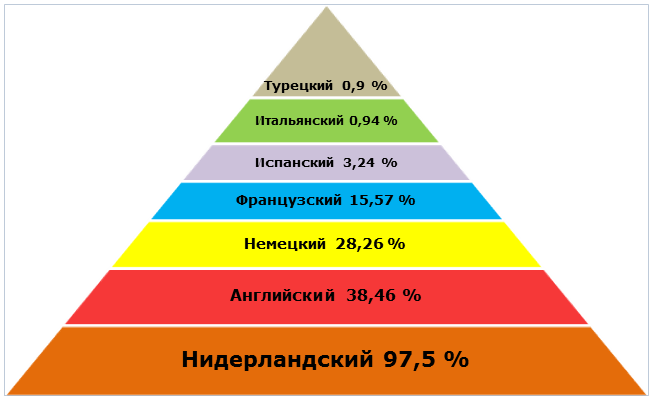

Благодаря этому в Нидерландах существует давняя традиция изучения иностранных языков. Интерес к изучению других европейских языков пробудился в Нидерландах впервые в 16 веке. В северной части страны были созданы по образцу южных провинций общества любителей словесности, активно насаждался латинский язык.